# روز به جای شب
روز به جای شب (انگلیسی: Day for Night) یا شب آمریکایی (فرانسوی: La Nuit américaine‎) فیلمی به کارگردانی فرانسوا تروفو است که در سال ۱۹۷۳ منتشر شد، فیلم در سال 1974 برنده اسکار بهترین فیلم خارجی شد.
عنوانِ فیلم، چه عنوانِ اصلی به فرانسه و چه عنوانِ انگلیسی، اصطلاحی است که به تکنیکی در فیلم‌برداری اشاره دارد. فیلم‌برداران گاهی صحنه‌ای را در روز فیلم‌برداری می‌کنند ولی در فیلم طوری دیده می‌شود که انگار هنگام فیلم‌برداری شب بوده‌است. این کار با استفاده از فیلترهایی خاص ممکن می‌شود.

## بازیگران
- ژاکلین بیسه
- ژان‌پیر لئو
- ژان-پیر امون
- والنتینا کورتس
- فرانسوا تروفو
- ناتالی بی
- الکساندرا استوارت
- کلود میلر